# Hình Thiên Cung
Hình Thiên cung, (tiếng Trung: 行天宮; bính âm: Xíngtiān Gōng; Bạch thoại tự: Hêng-thian-kiong) còn gọi là miếu Ân Chúa Công, miếu thờ Quan Công là miếu thờ Quan Vũ ở Đài Loan. Cung chính nằm ở khu dân cư đông đúc Trung Sơn thuộc thành phố Đài Bắc, ngoài ra còn hai cung phụ. Cung ở Bắc Đầu có lịch sử lâu đời nhất, kế đến là cung ở Tam Hiệp, còn cung chính ở Đài Bắc thành lập muộn nhất.

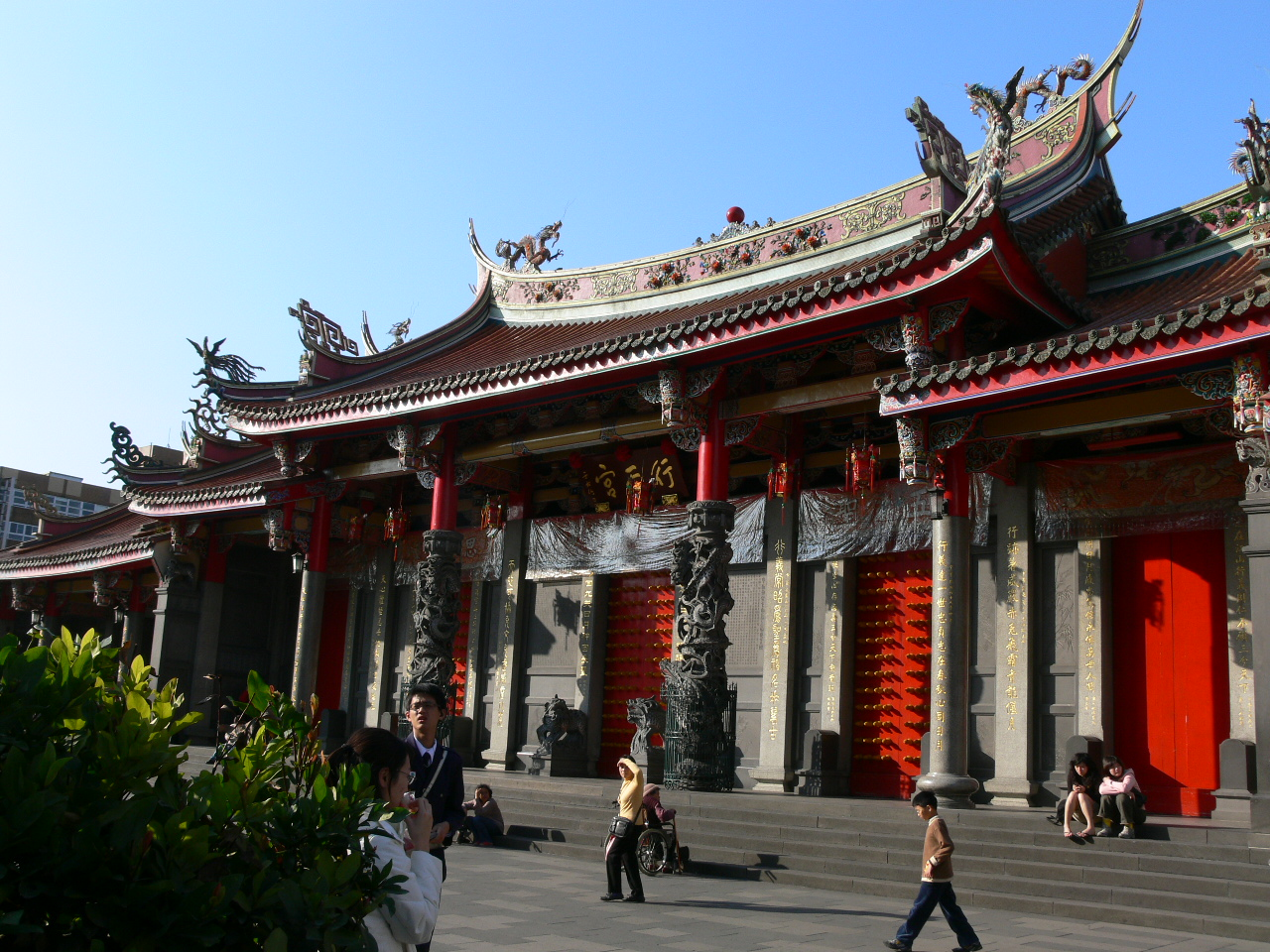
Hình Thiên cung, Đài Bắc

## Lịch sử
Năm 1943, thầy Không Chân Tử (cư sĩ Quách Đắc Tiến) cùng đồng môn xây dựng Hình Thiên Đường ở lầu 3 của một nhà dân ở khu phố Vĩnh Lạc, Đài Bắc (nay là phố Địch Hóa), thờ phụng Quan Thánh Đế Quân.
Năm 1945, hai mỏ than "Bạch Kê" "Hải Sơn" ở khu Tam Hiệp sinh nhiều bệnh dịch, thầy Huyền Không (vốn là chủ mỏ than ở Keelung) mời vía Quan Thánh Đế Quân về tịnh thất, lập Tu Hành Đường. Không lâu sau đó, nạn dịch giảm dần, dân chúng tin tưởng đến vái lạy cảm tạ.
Năm 1949, do vị trí Hình Thiên Đường khá hạn chế, thầy Huyền Không lại mua khu đất vốn là Loan Đường của Trai giáo với miếu thổ địa.
Năm 1956, thầy Huyền Không xây hai ngôi miếu tín ngưỡng dân giang thờ phụng Quang Công ở Bắc Đầu và Sanxia, tức miếu Trung Nghĩa Bắc Đầu và Hình Thiên cung Tam Hiệp. Sau đó,năm 1968 hoàn tất cung miếu chính ở Taipei. Ba ngôi cung miếu hợp thành "Hình Thiên Tam Cung".
Từ ngày 26/8/2014, Hình Thiên cung dẹp bàn cúng và lư hương lớn, chỉ lưu giữ lư hương nhỏ trước tượng thần phật thánh, hy vọng thiện nam tín nữ lòng thành dâng bái mà không nhang đèn phô trương.

## Tín ngưỡng
Thầy tổ xây dựng Hình Thiên cung Huyền Không là người An Khê, Tuyền Châu, vốn theo đạoChính Nhất phái Lư Sơn. Đạo này là đạo giáo Phúc Kiến, dung hòa pháp Lư Sơn, phái Chính Nhất, phái Phù Lộc, ngoài ra còn kết hợp tinh hoa Phật giáo vào đời sống thường nhật.  Sau khi du nhập vào Đài Loan, kết hợp thêm tư tưởng Nho giaó，từ đó biến thành tín ngưỡng dân dân gian Đài Loan. "Hiện tượng văn hóa và tín ngưỡng truyền thống của bá tánh, chỉ cầu gia đình phú quý sum vầy trường thọ. "
Tư tưởng tôn giáo Nho, Đạo, Phật tam giáo hợp nhất. Tuy nhiên, các hoạt động tôn giáo của Hình Thiên cung chủ yếu theo nghi lễ  Đạo giáo. Ví như pháp hội Cầu An, Tế Nguyên Thân, Tế Quan Hạn, Tế Tinh, đều liên quan mật thiết đến nghi thức Đạo giáo.

## Đặc trưng
- Biển, bài đều do các nhân vật lớn đề chữ.
- Thần thú ở cửa trung là kỳ lân, thường các miếu khác sử dụng sư tử đá.
- Không nhang đèn lễ cúng phô trương, chỉ giữ lư hương trước tượng thần phật.
- Không đặt thùng công quả, mọi quyên góp trực tiếp thực hiện ở văn phòng.
- Không đặt đèn rọi sáng, không nhận kim bài, không diễn kịch thần, không đặt bàn cầu cơ.

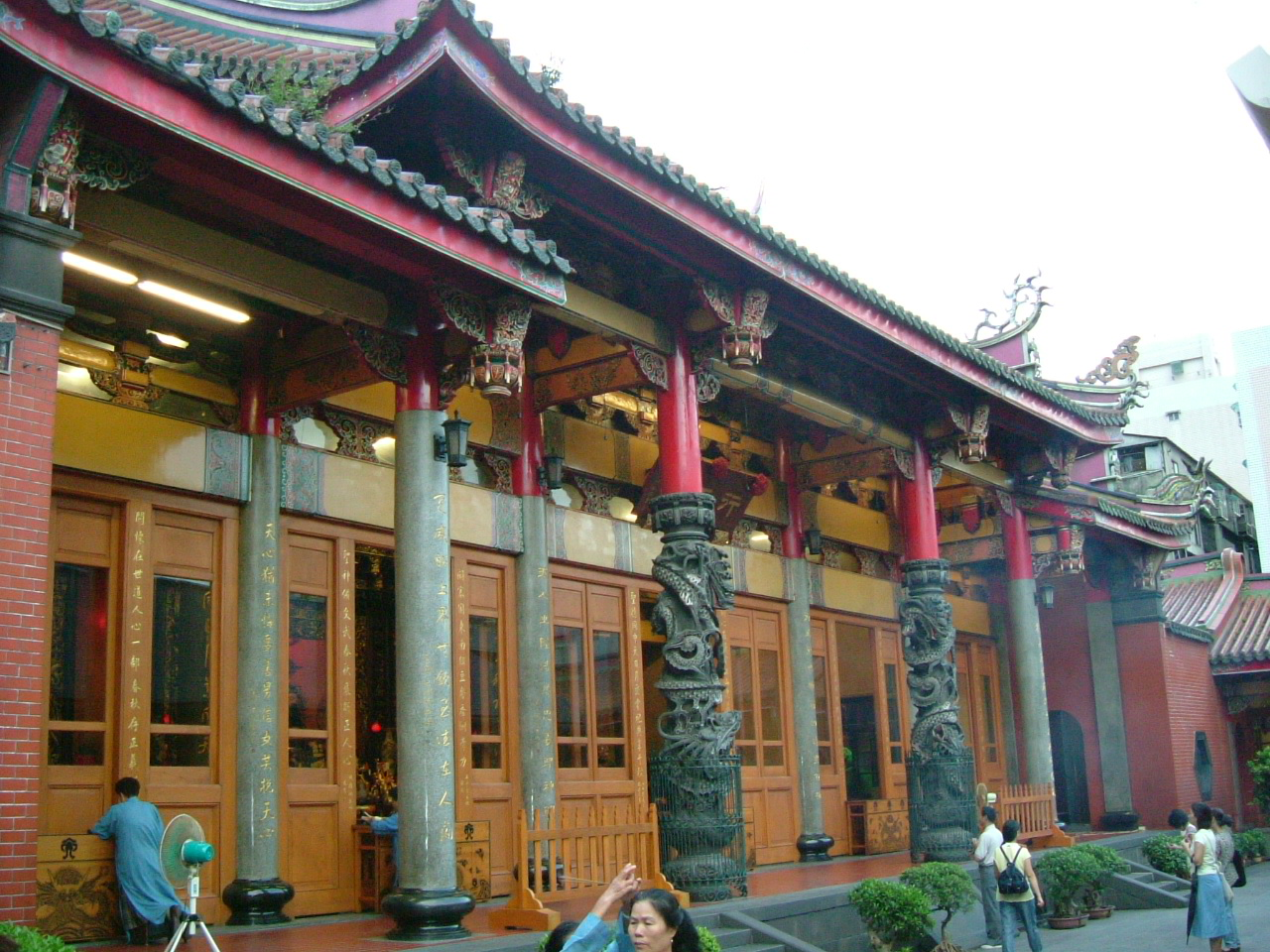
Chính điện Hình Thiên cung ở Đài Bắc

- Chính điện Hình Thiên cung ở Đài BắcThành lập tổ chức tôn giáo có tư cách pháp nhân, xác định mục đích công tác xã hội.

## Thờ phụng thần thánh
Hình Thiên cung thờ nhiều thần thánh, Ân Chúa Công tức Chúa Cứu Thế, bao gồm năm vị Ân Chúa; đứng đầu là Quan Vũ. Thế nên dân gian Đài Loan xưng Quan Vân Trường là "Ân Chúa Công", thường  gọi Hình THiên Cung là miếu Ân Chúa Công.

### Năm vị Ân Chúa Công
- Quan Vân Trường: nhà Phật tôn xưng Già Lam Bồ Tát; Nho giáo phong làm một trong Ngũ Văn Xương, tôn làm Văn Hành Thánh Đế, Quan Tây phu tử; Đạo giáo xưng là Hiệp Thiên Đại Đế. Năm 1614, hoàng đế Vạn Lịch nhà Minh sắc phong làm "Tam Giới Phục Ma Đại Đế Thần Uy Viễn Trấn Thiên Tôn Quan Thánh Đế Quân", tức Quan Thánh Đế Quân, gọi tắt là Quan Đế. Tục thờ Quan Đế thường thấy  nhiều ở Tuyền Châu Phúc Kiến, tín ngưỡng dân gian tôn xưng Quan Ân Chúa.
- Lữ Động Tân: một trong bát tiên thần thoại Trung Hoa, Đạo giáo xưng là Phù Hộ Đế Quân, một trong Ngũ văn xương của Nho giáo, tín ngưỡng dân gian tôn xưng Lữ Ân Chúa.
- Trương Đơn:  Cửu Thiên Tư Mệnh Chân Quâ, tức Táo quân, tín ngưỡng dân gian tôn xưng Trương Ân Chúa.
- Vương Thiện: thần hộ pháp của Đạo giáo Hư Tịnh Chân Quân, tín ngưỡng dân gian tôn xưng Vương Ân Chúa.
- Nhạc Phi: tức Tinh Trung Võ Mục Vương, danh tướng đời Tống, tín ngưỡng dân gian tôn xưng Nhạc Ân Chúa.

### Thuyết khác
Ở Đài Loan, Ân Chúa không hẳn chỉ một vị thần. Ngoài Ngũ vị Ân Chúa Công kể trên, còn có các tổ hợp: 
- Tam Thánh Ân Chúa: Quan Đế, Lữ Động Tân, Táo Quân.
- Tứ Thánh Ân Chúa: Quan Đế, Lữ Động Tân, Táo Quân, Khổng Minh Tiên Sư.
- Ngũ Ân Chúa (ở Loan Đường - nơi cầu cơ): Quan Đế, Lữ Động Tân, Táo Quân, Nhạc Phi và Huyền Thiên Thượng đế.

Bất kể thế nào, tổ hợp nhất định có Quan Đế và Lữ Động Tân.

## Giới thiệu về Hình Thiên cung

### Hình Thiên cung (cung chính ở Đài Bắc)
Hoàn thành ngày 25 tháng 1 năm, nằm ngay khu trung tâm đô thị sầm uất, lượt khách viếng mỗi ngày có thể hơn 20.000 người. 
- Thần thánh ở đại điện：

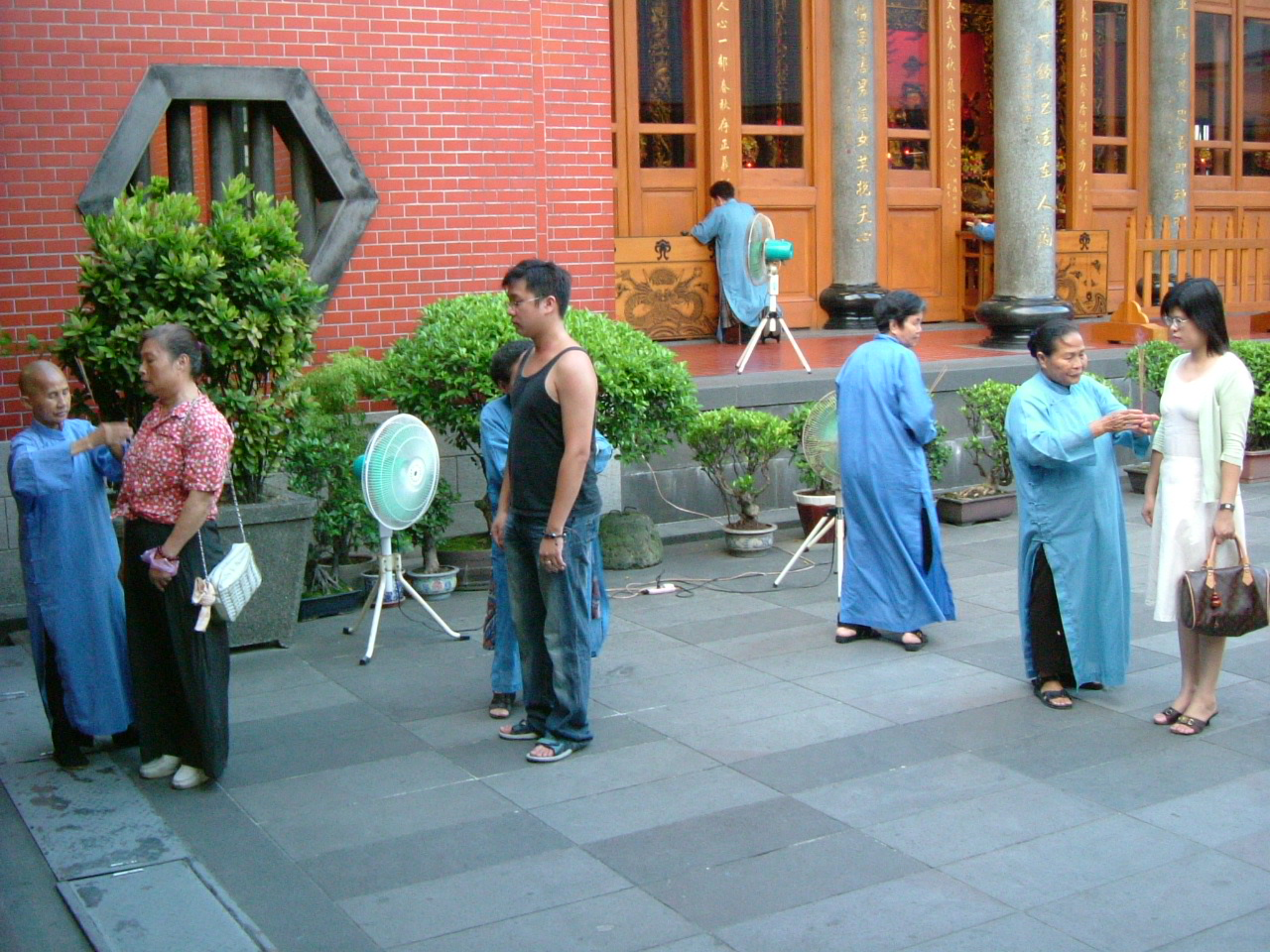
Nghi thức định thần, (hằng ngày) nhằm định tâm, an thần, tránh điềm gở, cầu an.

  - Trái - Quan Thánh Nhị Thái Tử Quan Bình
  - Giữa - Tiên Thiên Dục Lạc Linh Quan Vương Thiện,  Phù Hộ Đế Quân Lữ Động Tân, Quan Thánh Đế Quân Quan Vũ, Cửu Thiên Tư Mệnh Chân Quân Trương Đơn, Tinh Trung Võ Mục Vương Nhạc Phi
  - Phải - Nam Thiên Tướng Quân Châu Thương

### Miếu Trung Nghĩa (cung phụ ở Bắc Đầu)
Hoàn tất năm 1965, kiến trúc giống như miếu Khổng Tử Đài Bắc. Ngoài năm vị Ân Chúa Công còn có Thục Hán Chiêu Liệt Đế Lưu Bị, Hằng Hầu Trương Phi, Võ Hầu Khổng Minh, Ngọc Hoàng Thượng đế, Tam Quan Đại Đế, Phúc Đức Chính Thần (Thổ Địa), Sơn Thần và từ đường trụ trì đầu tiên Không Chân Tử và thầy Huyền Không. Miếu thờ nhiều thần thánh nhất trong ba cung.

### Hành Tu cung (cung phụ ở Tam Hiệp)
Ngoài Quan Đế và tùy thần, còn có Phúc Đức Chính Thần, Sơn Thần và sư thầy Huyền Không.